# RTL德國

RTL德國（RTL Deutschland）是德國的一個媒體集團，總部位於科隆。該公司成立於2007年，是RTL集團的子公司之一。

## 外部連結
- 官方网站 （德語和英語）